# Daybreaker
Daybreaker es el quinto álbum de larga duración de estudio de la banda británica de metalcore Architects, y fue lanzado el 28 de mayo de 2012 en el Reino Unido y en la mayoría de Europa, y 5 de junio de 2012 en los Estados Unidos. Daybreaker es una continuación de su anterior álbum: The Here And Now.

## Antecedentes
Cuando fue entrevistado por RockSound, el vocalista y letrista Sam Carter, habló sobre la razón de la decisión de la banda de tener un álbum temas de líricos que se concentran alrededor de temas sociopolíticos.

## Lista de canciones
Toda la música compuesta por Architects. 
| Daybreaker |                                       |          |  |
| N.º        | Título                                | Duración |  |
| 1.         | «The Bitter End»                      | 2:55     |  |
| 2.         | «Alpha Omega»                         | 3:55     |  |
| 3.         | «These Colours Don't Run»             | 4:01     |  |
| 4.         | «Daybreak»                            | 3:32     |  |
| 5.         | «Truth, Be Told»                      | 4:31     |  |
| 6.         | «Even If You Win, You're Still a Rat» | 3:12     |  |
| 7.         | «Outsider Heart»                      | 3:27     |  |
| 8.         | «Behind the Throne»                   | 4:08     |  |
| 9.         | «Devil's Island»                      | 4:06     |  |
| 10.        | «Feather Of Lead»                     | 2:50     |  |
| 11.        | «Unbeliever»                          | 4:44     |  |
| 42:10      |                                       |          |  |

| Pistas adicionales iTunes Reino Unido |                |          |  |
| N.º                                   | Título         | Duración |  |
| 12.                                   | «Rise Against» | 3:51     |  |
| 45:12                                 |                |          |  |

| Pistas adicionales japonesa |                       |          |  |
| N.º                         | Título                | Duración |  |
| 12.                         | «Cracks in the Earth» | 3:22     |  |
| 13.                         | «Rise Against»        | 3:51     |  |
| 14.                         | «Untitled»            | 3:29     |  |
| 52:03                       |                       |          |  |

| Canciones añadidas en su relanzamiento |                                      |          |  |
| N.º                                    | Título                               | Duración |  |
| 12.                                    | «Black Blood»                        | 4:34     |  |
| 13.                                    | «Cracks In The Earth»                | 3:21     |  |
| 14.                                    | «Blood Bank (Bon Iver cover)»        | 5:15     |  |
| 15.                                    | «Of Dust And Nations (Thrice cover)» | 3:43     |  |
| 58:23                                  |                                      |          |  |

## Personnel
Architects
- Sam Carter – vocal
- Tim Hillier-Brook – guitarra
- Tom Searle (†) – guitarra
- Alex "Ali Dino" Dean – Bajo
- Dan Searle – Batería

Producción
- Producido por Ben Humphreys & Architects
- voces adicionales producción & mezcla por John Mitchell
- Masterizado por Harry Hess, @ Vespa
- Gestión por Joey Simmrin (Rebellion Noise)
- A&R por Melanie Schmidt
- ilustraciones por Paul Jackson (Tank.Axe.Love)

Invitados
- Jon Green (ex-Deez Nuts) - voz (en "These Colours Don't Run")
- Oliver Sykes (Bring Me The Horizon) - voz (en "Even If You Win, You're Still A Rat")
- Drew York (Stray from the Path) - voz (en "Outsider Heart")